# اوتپالا

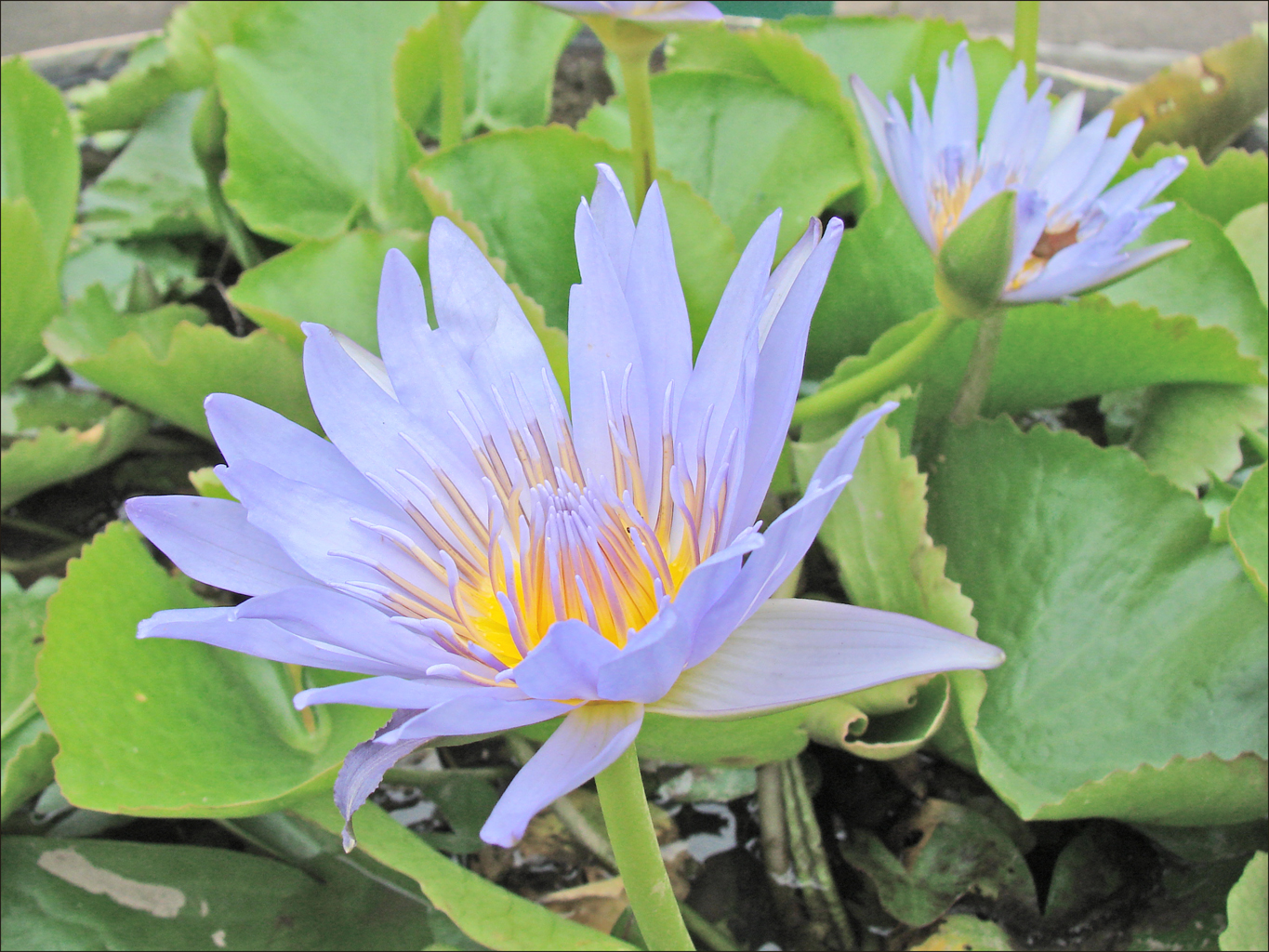
گل نیلوفر آبی مقدس

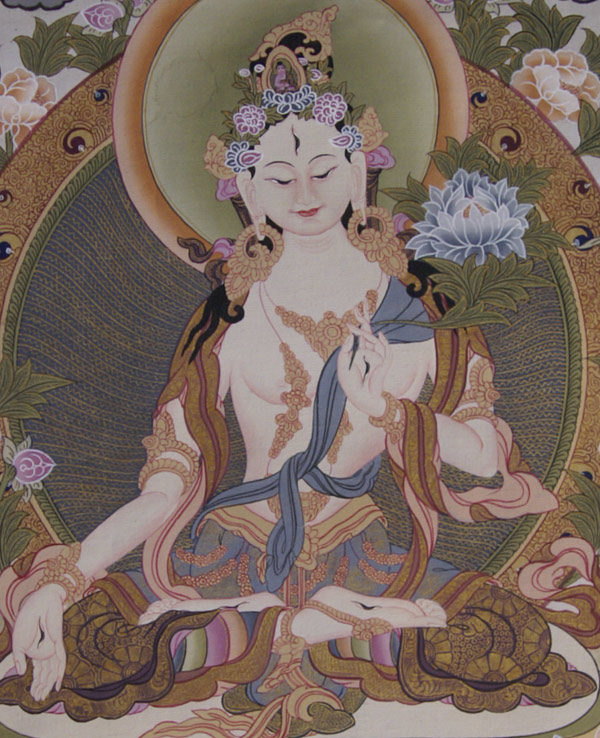
تارای سفید که یک گل اوتپالا را در دست دارد.

اوتپالا (انگلیسی: Utpala) یک اسم خنثی با دو معنی است که هر دو را آماراکوشا (واژه‌نامه حدوداً ۴۰۰ پس از میلاد) آورده‌است. معنی اول نیلوفر آبی مقدس، «نیلوفر آبی»، همچنین به عنوان kuvalaya در سانسکریت شناخته می‌شود. معنی دوم اوتپالا نوعی گیاه دارویی است که در هندی به «کوته» و به گفته آمارکوشا «کوشتهم، ویادهی، پاریبهاویام یا پریبهاویام، واپیم، پاکلام» معروف است.